# Hidromasaža
Hidromasaža je jedan od oblika hidroterapije i masaže, koji se sprovodi uz pomoć savršene hidromasažne kade, čije dimenzije i oblik omogućavaju da svaki pacijent u njoj može da zauzme udoban i relaksirajući položaj.

## Opšte informacije
Hidromasaža je jedan od oblika masaže koja se može primeniti:
- samaostalno ili kao deo hidroterapije
- u bazenu, hidromasažnim kadama,
- u kućnim uslovima uz pomoć aparata koji se montiraju na kade (pulsatori)

Voda iz mlaznice pulsatora izlazi pod pritiskom do 7 bara i 

## Način primene
Hidromasaža se izvodi uz pomoć vodenih pumpe, pulsatora, sa regulatorom do 7 bara i regulatora temperature tople vode, jakim vodenim talasom. Na taj način se koriste dva terapijska učinka vodenog talasa, masaža mekih tkiva i toplotni učinak termomineralne ili obične  vode, čija se temperatura individualno prilagođava. 

### Priprema za hidromasažu
Pripreme za hidromasažu obuhvataju sledeće radnje i postupke 
Priprema prostorije
Priprema prostorije za hidromasažu mora da ispuni sledeće uslove:
- čistoću,
- osvetljenost,
- adekvatno provetravanje,
- optimalno zagrevanje,
- optimalan komfor i izgled.

U prostoriji za hodromasažu mora postojati kupatilo sa klozetskom šoljom gde će pacijent pre i nakon masaže moći da se istušira i obavi fiziološke potrebe.
Priprema uredjaja (pulsatora i kade)
Priprema urešaja za hidromasažu obuhvata:
- Proveru ispravnost uređaja
- Dezinfekciju masažne kade
- Punjenje kade toplom vodom (zavisno od regije koja se masira)
- Montžu odgovarajućih nastavaka na kraj cevi

Priprema pacijenta
Priprema pacijenta za hidromasažu obuhvata:
- Upoznavanje pacijenta sa načininom primene terapije
- Tuširanje pacijenta
- Ulazak pacijenta u kadu (ukoliko pacijent ne može sam da uđe u kadu koristi se specijalna dizalica)
- Postavljanje pacijenta u odgovarajući položaj u zavisnosti od vrste masaže

Priprema terapeuta
Priprema terapeuta obuhvata:
- Primenu čiste i udobna odeća i obuća
- Striktno sprovođenje higijenskih mera, pre tokom i posle hidromasaže
- Zauzimanje zaštitnog položaja

### Tehnika hidromasaže
Tokom procedure mlaz vode se iz mlaznica i creva pod jakim pritiskom, individualno pilagođava, i sprovodi do tela pacijenta i time se vrši masaža celog ili po potrebi nekog određenog dela tela, poštovanje ovih principa:
- Svaki deo tela koji se masira mora biti 15-20 cm u vodi
- Pre uključenja uređaja završetak cevi mora biti pod vodom pored oboda kade
- Terapeut mora dobro da drži crevo pri uključenju aparata
- Nakon uključenja uređaja reguliše se pritisak koji određuje lekar (3—3,5 bara ~ 2,8 bara)
- Da se masaža uvek vrši od periferije ka centru, i da se cev vraća u praznom hodu
- Da pokreti pri masaži budu linearni i kružni
- Da trajanje terapije zavisi od veličine regije koja se tretira (kreće se od 3-10 minuta)
- Da se nakon masaže pacijent uputi na tuširanje.

Uz pomoć posebno konstruiranih mlaznica, tokom hidromasaže mogu se primeniti dve vrste masaže:
- vrtložna masaža,
- masažu mehurićima vazduha (takozvana biserna kupka), koja stvara efekat lagane masaže na površini kože i daje posebno prijatan i blagotvoran efekat) koja se izvodi uz pomoć malih mlaznicama na dnu kade.

## Kontraindikovani delovi tela i greške tokom masaže
U kontraindikovane delove tela na kojima ne treba sprovoditi hidromasažu su:
- Ingvinalni prevoji
- Rektalni predeo
- Aksilarne i poplitealne jame
- Predeo oko pupka (umbilikusa)
- Genitalije
- Predeo grudi kod žena

U greške koje mogu nastati tokom hidromasaže spadaju:
- Trajanje terapije vise od 30 minuta
- Samostalna primena terapije od strane pacijenta
- Primena masažnog pritiska koji je veći od 3,5 bara
- Rastojanje između mlaznice i pacijenta manje od propisanog
- Masiranje predilekcionih mesta
- Loša higijena kade i vode u kadi (moguće bolničke infekcije)
- Kraj cevi neposredno do pacijenta pri uključenju aparata
- Iskliznuće hidromasažne cevi iz ruke terapeuta.

## Galerija
- Hidroterapijska stolica, na gravuri iz 1860.
- Hidromasažna kada iz 1886.
- Zgrada Prvog srpskog zavoda za lečenje vodom, masažom, elektricitetom i švedskom gimnastikom

## Spoljašnje veze
- Mayo Clinic Hydromassage Therapy Beds (језик: енглески)

|  | Molimo Vas, obratite pažnju na važno upozorenje u vezi sa temama iz oblasti medicine (zdravlja). |